# Синкё
Мост Синкё (яп. 神橋 Синкё:) — один из самых известных пешеходных мостов Японии, сооруженный через реку Отани города Никко префектуры Тотиги. Мост официально внесён в список «мест природных красот Японии», а также считается одним из «Трех Великих мостов» Японии, наряду с Кинтай и Сарухаси, имеет статус важной культурной ценности. Расположен перед религиозными сооружениями города; носит название «символа Никко» или «парадного входа Никко». Считается самым красивым мостом префектуры Тотиги.

## Общие положения
Мост ведет к храму Тосё-гу. В прошлом право пересекать его имели лишь самураи, посланники или представители ямабуси, но и сегодня простые граждане могут пересекать Синкё только за плату. Однако, перейти на другой берег все равно не удастся — дойдя до конца моста, посетители должны возвращаться по тому же пути обратно.

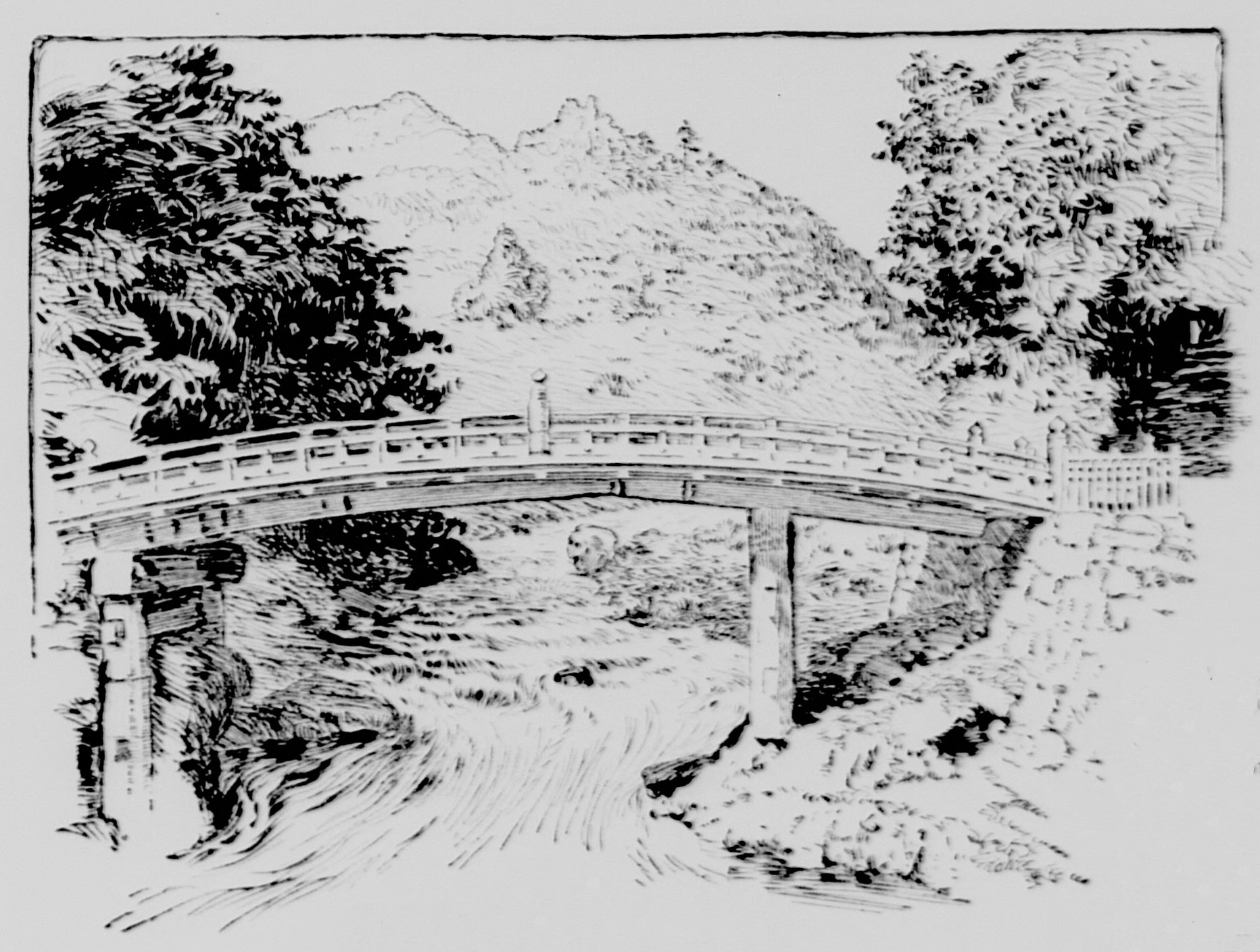
Выпуск американской газеты от 3 июля 1904 года

Синкё — «мост, на который нужно смотреть, а не пересекать». Суровый пейзаж горных массивов, быстрых порогов реки Отани и близость храмового комплекса вкупе с покрашенным киноварью мостом создают уникальную картину. Осенью, когда горы приобретают характерный цвет, а также зимой мост считается по-особенному живописным. 
Иногда Синкё называют одним из «Трех Великих мостов» Японии, однако, как правило, речь идет о Кинтай, Сарухаси и Аймотобаси (последний часто подменивается Синкё).

## Предание
В 766 году монах Сёдо, основатель Никко Тосё-гу, вместе с учениками собирался подняться на Нантай, дабы исполнить пророчество, данное ему бодхисаттвой Акашагарбхой в семилетнем возрасте. Однако священник не смог перебраться через бурную реку, разжёг костёр и начал молиться. Внезапно явилось божество Дзиндзя-дайсё, бросив двух змей синего и красного цветов в воду, оно создало переправу, покрытую осокой, через которую Сёдо смог перейти на другой берег. По этой причине Синкё иногда называют «Змеиный мост горной осоки» (яп. 山菅の蛇橋 ямасугэ-но дзябаси).

## История
В 808 году наместник Симоцукэ Татибана-но Тосито, получив императорский указ, организовал постройку моста. Считается, что с тех пор он перестраивался каждые 16 лет. Изначальные упоминания о нем были как о подвесном мосте. Однако достоверное подтверждение фактического существования переправы относится к периоду Муромати, когда проход по ней был доступен не только для использования простолюдинами, но и для перегона скота. 
Конструкция была дважды перестроена в 1629 при строительстве Никко Тосё-гу и в 1636 году, после чего мост приобрёл современный вид и название. До 1636 года мост был укреплен с помощью наклонных балок (яп. 羽根木 ханэги), вставленных в отверстия на берегу с каждой стороны переправы, а постройку не красили киноварью. Теперь в конструкции были применены опоры из тесаных камней, что являлось самой передовой технологией того времени: мост Сандзё-Охаси в Киото был построен по такому же образцу. В это же время проход по мосту был разрешён только сёгунам и монахам, а для контроля передвижения с обоих концов была возведена ограда-рандзюн (яп. 欄楯). Простой народ пересекал реку по временному мосту, сооруженному возле. В эпоху Эдо перестраивался 14 раз.
В 1889 году мост посетил английский журналист Чарльз Холм. 2 мая он сделал записи в своем дневнике, восхваляя внешний вид постройки, а 4 числа сделал его эскиз. Артур Либерти, посетивший Синкё вместе с Холмом, писал, что «это интересный мост, раскрывающий историю старой Японии».
28 сентября 1902 года мост был разрушен сильным наводнением, вызванным тайфуном Асио. Узнав об этом, Либерти отмечал: «Потеря моста будет несчастьем для нации». Несмотря на большие траты, мост был восстановлен в 1904 году. 
В 1950 году Синкё был признан важным культурным памятником на основании закона о сохранении национального достояния от 1944 года. Поскольку к середине века дерево сильно подгнило, 1 апреля 1950 года началась очередная реконструкция, которая обошлась в 23,407 млн. иен и была завершена в 1956 году. С 1973 года мост стал открыт для посещения. С 1997 по 2005 велись реставрационные работы, во время которых в 1999 году Синкё был признан объектом Всемирного наследия.

## В искусстве

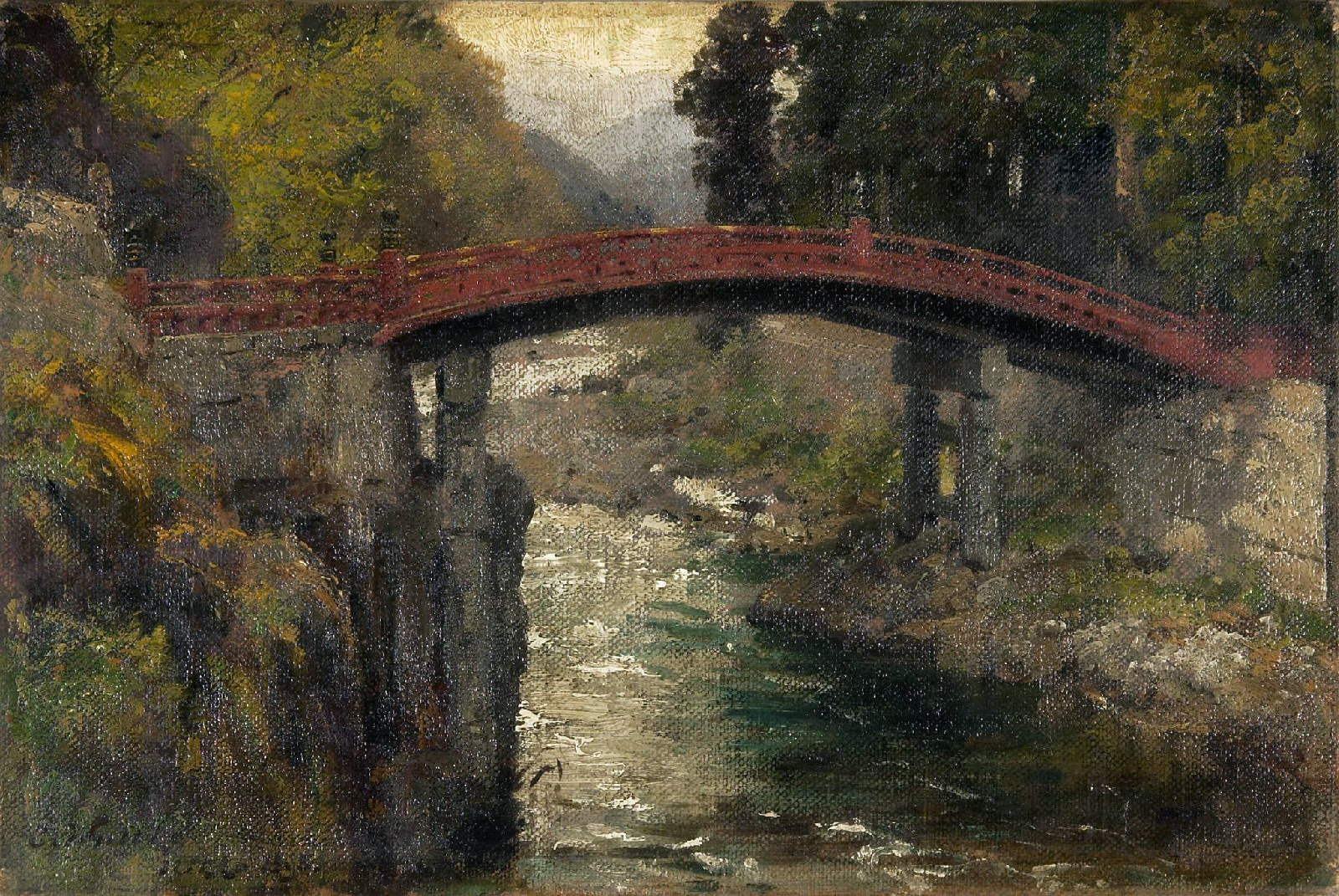
Карл Вутке, «Священный мост (Синкё) в Никко» (1898)
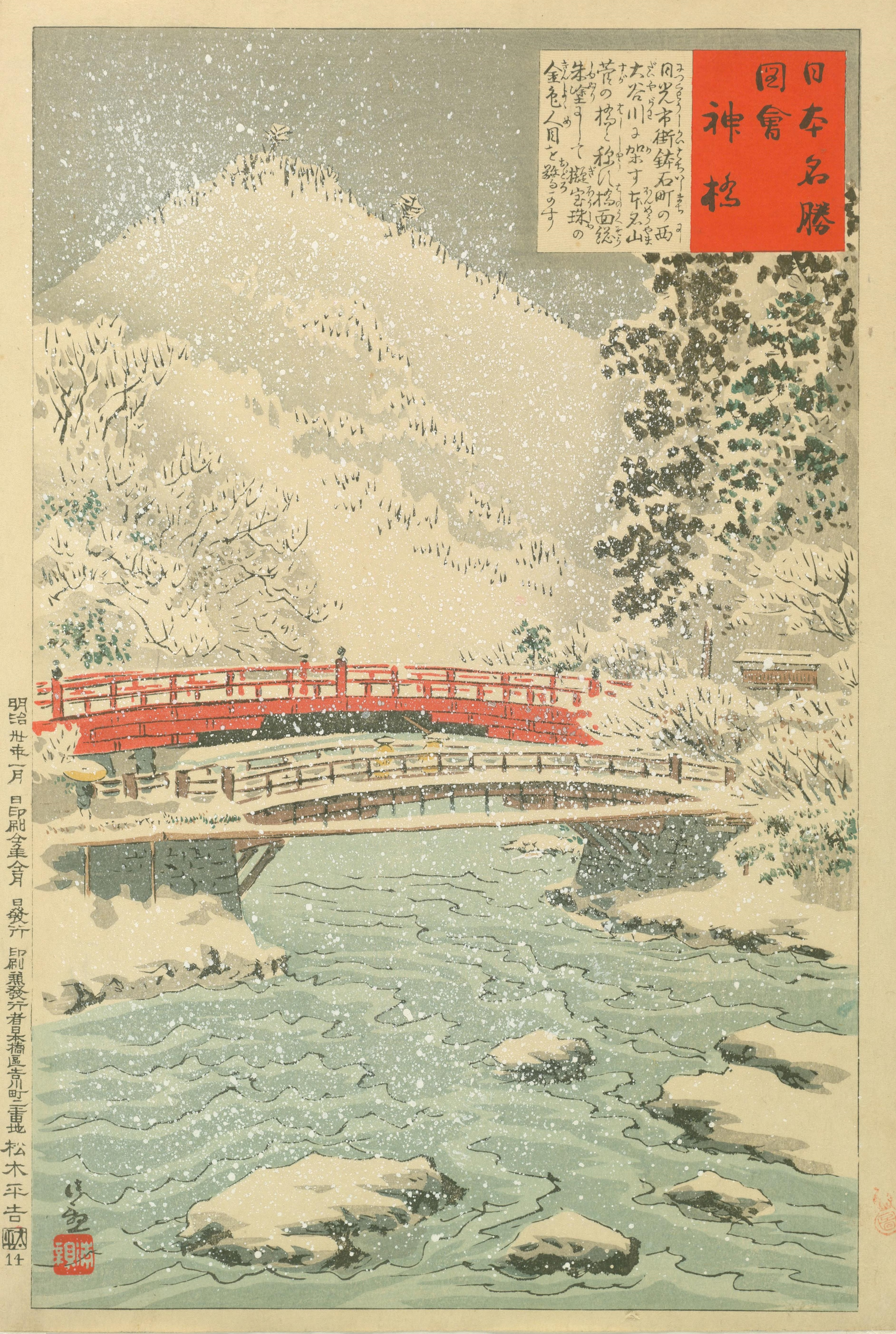
Кобаяси Киётика, «Собрание картин живописных мест Японии» (1897)
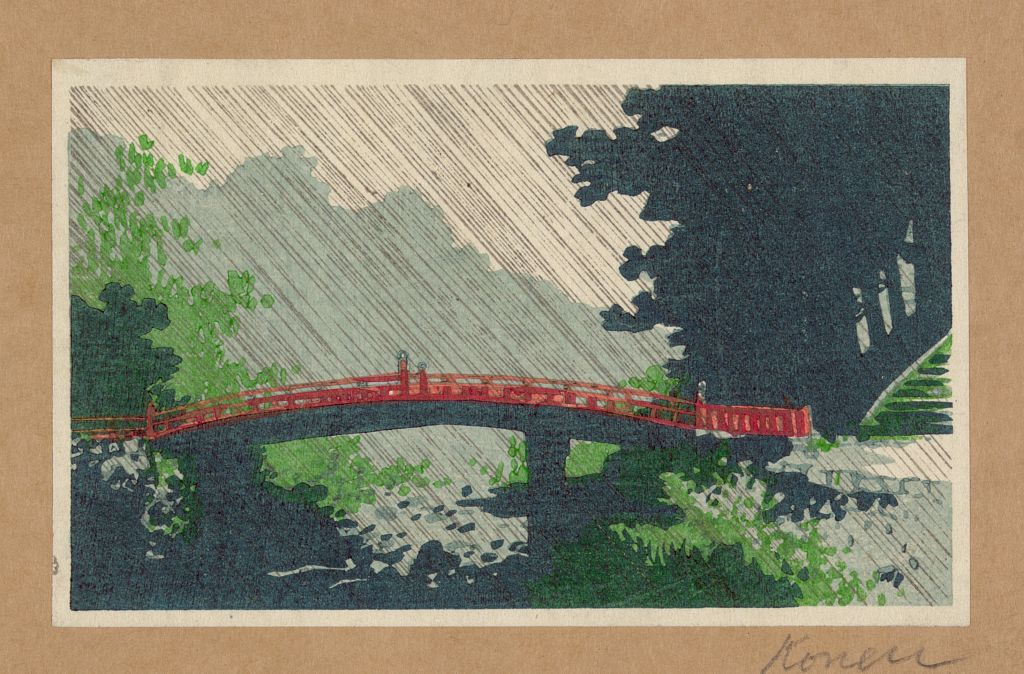
Уэхара Конэн, «Синкё» (1900)

## Список литературы
1. Дрессер К. Традиционное искусство Японии эпохи Мэйдзи. М.: Центрполиграф, 2019. 512 с.
2. DK Travel (2010). DK Eyewitness Travel Guide Tokyo. Penguin. ISBN 9781465465122.
3. Amemiya, Kumi (October 2014). A Cultural Meaning of a Bridge―a bridge between the sacred and the profane (PDF). Studies in International Relations.
4. 高藤晴俊 (26 августа 1996). 神橋伝説私考―勝道伝説成立以前の日光―. 大日光 (67). 日光東照宮: 82-89.
5. 昭和19年9月5日文部省告示第1058号 / 文部省. — 印刷局, 1944-09-05. — P. 57.
6. 小板橋武. これだけは見ておきたい 栃木の宝物50選 スケッチの旅. — 随想舎, 2014-04-14. — P. 135. — ISBN 978-4-88748-292-0.